# Franc luxemburghez
Franc luxemburghez a fost unitatea monetară oficială a Luxemburgului. A fost înlocuit în 2002 cu euro.